# Myodermum gestroi
Myodermum gestroi är en skalbaggsart som beskrevs av Hermann Julius Kolbe 1897. Myodermum gestroi ingår i släktet Myodermum och familjen Cetoniidae. Inga underarter finns listade i Catalogue of Life.